# Олінф (міфологія)
Олінф (дав.-гр. Ὄλυνθος) — персонаж давньогрецької міфології, фракійський царевич, син річкового бога і царя Стрімона і Евтерпи або Калліопи, брат Реса, Бранга, Родопи, Евадни, можливо Форбанта і Тірінфа.
Під час полювання його внаслідок необачності вбив лев. Його брат Бранг з почестями поховав його на тому місці і насипав великий поховальний курган. Але невтішний Бранг не заспокоївся, поки не заснував місто в Халкідіки, яке назвав ім'ям загиблого брата.
Згідно з іншою версією був сином Геракла та наяди Болби, яка є епонімом озера поблизу міста Аполонії в Халкідіки. В озеро впадає річка Олінфіак, на березі якої було побудовано пам'ятник Олінфу, за межі якого, згідно з легендою, коли риби з озера піднімають в річку, вони не запливають.